# Child of Eden
Child of Eden est un jeu vidéo créé par Tetsuya Mizuguchi, connu pour les jeux Rez et Lumines, développé par Q Entertainment, et édité en France par Ubisoft.
Annoncé lors de l'E3 2010, le jeu se présente comme le successeur spirituel de Rez, dont il reprend le concept et l'univers, dans un rail shooter dont la particularité est que les cibles détruites par le joueur, produisent des sons mélodiques qui viennent enrichir la bande sonore. Comme ce fut le cas de Rez, Child of Eden est présenté comme une expérience ludique sur la synesthésie, harmonisant le son, la vue et le toucher ; il stimule particulièrement les sens du joueur. La musique est composée par le groupe virtuel Genki Rockets, aussi créé par Tetsuya Mizuguchi.
Développé sur PlayStation 3 et sur Xbox 360, le jeu est compatible avec PlayStation Move, Kinect et les manettes standard ; la compatibilité 3D (uniquement avec la version PlayStation 3) a été communiquée mi-août 2011.

## Histoire
L'objectif du joueur dans Child of Eden est de protéger le Projet Lumi d'une attaque virale, tandis qu'il est sur le point de s'accomplir. Le but est de neutraliser le virus et de sauver Lumi, afin qu'elle puisse terminer de transférer l'intelligence de l'Homme dans Eden, l'intelligence artificielle dans laquelle Rez prenait place.

## Système de jeu
Comparable à Rez, le joueur ne contrôle pas directement ses déplacements, mais seulement un viseur, dont il se sert pour détruire les ennemis se présentant à l'écran. Chaque ennemi produit un son lorsqu'il est touché et/ou détruit, ainsi chaque joueur influe sur la bande sonore du jeu en fonction de sa manière de jouer. Grâce à Kinect, Child of Eden renforce l'immersion et l'expérience de jeu par rapport à son aîné, puisque le joueur ne ressent plus simplement les vibrations, il se sert de son corps pour coordonner ses tirs. Et la 3D de la PS3 permettra de vivre un univers en relief riche en plus de la capacité du PS Move d'interagir dans l'espace.

## Bande son
Le musiques du jeu sont réalisées par le groupe de Tetsuya Mizuguchi : les Genki Rockets.

### Niveaux et Musique
Child of Eden contient 5 niveaux (plus un niveau supplémentaire à débloquer) et toutes les musiques du jeu sont remixées.
| Niveaux   | Musique            |
| --------- | ------------------ |
| Matrice   | Fly!               |
| Évolution | Star line          |
| Beauté    | Breeze             |
| Passion   | Maker              |
| Voyage    | Heavenly star,Flow |

## Référence
1. ↑  Child of Eden en 3D sur PS3, jeuxvideo.com, 12 août 2011